# 美國職業足球大聯盟
美國職業足球大聯盟（英語：Major League Soccer，縮寫：MLS），簡稱美足聯或美職聯，是美國及加拿大頂級足球聯賽。MLS由二十七支美國球隊及三支加拿大球隊組成。賽季為三月至十二月，每支球隊進行三十四場例行賽，首名贏得支持者盾。東西區各七支例行賽戰績最佳的球隊以及外卡賽的勝方晉級季後賽，勝者贏得大聯盟盃。MLS成立於1993年。1996年舉行首屆賽事。相較於由獨立運作的各隊所組成的聯盟，MLS採單一實體架構（single-entity）運行，每一支球隊都為聯盟的投資者所有及控制。MLS為封閉會員制，為世上少數沒有升降級制度的足球聯盟。

## 隊伍變化
1998年大聯盟擴充到12支球隊，增加了西部的芝加哥火焰和東部的邁阿密融合，2000年大聯盟重劃區域分为東區，中區和西區，芝加哥，坦帕灣，達拉斯和哥倫布被移到中部赛區，但是2001年兩支佛羅里達州球隊邁阿密融合和坦帕灣反叛解散了，大聯盟又重回10支隊伍，聯盟也回到了東西兩區的模式。
隨着2004赛季的到來，大聯盟擴充了美国芝華士和位于猶他鹽湖城的皇家盐湖城，芝華士隊和洛杉磯銀河共用一个主場家得寶中心球場（Home Depot Center），這兩支球隊被安排在西部赛區，而堪薩斯城巫師被移到東區。
2005赛季后聖荷西地震迁往休斯敦，改名为休斯敦1836（因为1836年是休斯敦建城之年）。不過由於1836年正是德克薩斯從墨西哥獨立之年，在當地拉丁裔球迷抗議後，更名為休斯敦迪納摩。
2006年红牛公司收購大都會明星隊並將隊名改為紐約红牛。
大聯盟在2007赛季加入一支新球隊多倫多FC，而2008賽季則有聖荷西地震重返大聯盟。在2009年的西雅圖海灣者及2010年費城聯加入後，大聯盟球隊總數增至16隊。
2010年11月，堪薩斯城巫師宣佈於2011年賽季開始改稱堪薩斯城體育會。另外2011年賽季也有溫哥華白浪和波特蘭伐木者加入大聯盟作賽。另一支新球隊蒙特利爾衝擊則於2012年加入。
2015年賽季新增紐約城及奧蘭多城兩隊，但美國芝華士解散退出，參賽球隊總數為20隊。
2017年賽季加入明尼蘇達聯及阿特蘭大聯，參賽隊數增至22隊。
FC洛杉磯及FC辛辛那提分別於2018及2019賽季加入，角逐聯賽球隊增至24隊。
2020年賽季，大聯盟將迎來納士維SC及碧咸作班主的國際邁阿密兩支新球隊，聯賽增至26隊。
2021年賽季加入奧斯汀FC，聯賽增至27隊。2022及2023年則分別安排夏洛特FC及聖路易城加盟，聯賽增至29隊。沙加緬度共和原定計劃2023年加盟，但因投資者退出收購而無限期延遲。
2023年5月18日，聯盟宣布加入聖地牙哥FC，聯賽增至30支球隊，獲准加入並定於2025賽季開始參賽。

## 足球大聯盟規則
- 大聯盟以單一實體架構運行。各球會為聯盟所統一控制。為控制成本，運營利潤由聯盟共享。聯盟不僅商議球員的合同，更重要的是球員是與聯盟，而非單個球會簽訂合同。此制度在最初受到很大的抵制，但後來由於球員得到更多收入而得以推行。
- 聯賽（常規賽）每隊賽34場，但並非像世界大部份足球聯賽般採用主客雙循環賽制。2019年賽季每隊對同岸區的球隊進行主客各一場的雙循環賽，但對另一岸區的球隊則只會對戰一場。2020年球季仍安排每隊對同岸區的球隊進行雙循環賽，但跟另一岸區則只會對十三隊中的其中十隊（各一場比賽）。
- 勝方得3分，平局各得1分，負方0分。但在大聯盟創建之時，比賽如出現平局均採用獨特的五回合35碼單刀球決勝負。進攻球員在禁區外開始運球，必須在5秒鐘內將球射入對方的球門，門將則可以用出擊的方式阻擋對方得分。35碼單刀球勝方於聯賽榜得1分，輸掉的隊伍沒有分。可是獨特的規則沒有吸引美國觀眾的眼光，反使得喜歡傳統足球的球迷遠離了大聯盟，所以大聯盟1999年將平局後的單刀球制度取消。2000-2003年設置了加時黃金入球模式（如果10分鐘內還沒有進球就以平局收場），2004年取消了黃金入球模式，以傳統的90分鐘平局各取1分結束比賽。
- 如果發生同分，會依照總勝場數、總進球數差、總進球數、紀律分數、客場成績、主場成績、抽籤做出排名
- 大聯盟不設升降級制度，球會會以加盟形式進入大聯盟。故此，唯一加入的方法就是通過申請並支付巨額加盟費，再經大聯盟官方及聯盟內的球會批准後始能加入。
- 大聯盟曾經把比賽時間採用90分鐘倒計方法計時，球證可於比賽中途暫停時鐘，而只要計時結束比賽就結束。這計時方式後來被取消。
- 大聯盟曾容許第四個替換名額，但必須為守門員。後來有教練利用此漏洞把前場球員當作守門員換了進場：先把場上的守門員侯活跟想被換走的中場球員利斯調換位置，讓利斯當守門員；然後安排用第四個「守門員」名額將另一名中場球員加雲入替利斯當守門員，之後又再叫加雲跟侯活對調位置，令侯活當回守門員。結果這逼使大聯盟取消了第四個替換名額。
- 大聯盟設立薪金上限，但在2006年通過新例，給予每隊一個「指定球員」名額：該名球員的薪金中，只有四十萬美元將被計算在薪金上限中，其餘的由球隊東主自行支付。該例原以吸引一些如貝克漢等球星轉投大聯盟為目的（因此通過時被戲稱為「碧咸條例」），而碧咸最後成為了大聯盟的第一位「指定球員」。
- 大聯盟在季中會設立明星賽，初期由東部聯盟明星隊對西部聯盟明星隊，後來改為大聯盟明星隊與另一海外球隊對壘（多爲大聯盟明星隊與英超球隊對壘），2021年改為大聯盟明星隊與墨超明星隊對壘。
- 跟其他北美運動聯賽一樣，足球大聯盟於聯賽（常規賽）完成後立即展開季後賽，季後賽冠軍獎盃為大聯盟盃。一般而言，季後賽冠軍會被稱為該球季的總冠軍，而非聯賽積分最高的球隊。
- 常規賽東部聯盟及西部聯盟的頭七名可進入季後賽，而位列第八及第九名的球隊就會透過一場過的外卡賽決出最後的季後賽參賽隊伍；季後賽賽事由2019年賽季起由主客場制改為單場淘汰制，並在2023年起於首圈賽事改為三盤兩勝的淘汰賽賽制，如遇法定時間和局，將會即時進入互射十二碼決勝負。
- 聯賽積分最高球隊（即常規賽冠軍）可獲頒支持者盾。支持者盾得主及其另外兩支最佳球隊、大聯盟盃冠軍、常規賽東/西岸分區冠軍會聯同北美聯賽盃首三名以及美國公開盃冠軍隊伍可獲得來季中北美洲及加勒比海冠軍盃參賽資格（然而美職內的加拿大球隊因條例所限，只可經由加拿大足球錦標賽或北美聯賽盃取得參賽資格。此外，只有北美聯賽盃及大聯盟盃冠軍可直接晉身淘汰賽階段；從其他方式，包括經美國公開盃及北美聯賽盃的亞軍/季軍途經取得參賽資格之美職聯隊伍，則會由外圍賽開始作賽。）
- 由2012年開始，美國球隊自動進入美國公開盃第三圈賽事，2014年起則改為直接進入第四圈賽事。三支加拿大球隊則參加加拿大足球錦標賽。

## 參賽球隊
2025年美職聯一共有 30 隊參賽，分為「東岸」及「西岸」，東岸有 15 隊，西岸有 15 隊。
| 中文名稱       | 外文名稱               | 城市                 | 球場                                      | 球場容量 | 加入年份 |      |
| 東岸           | 東岸                   | 東岸                 | 東岸                                      | 東岸     | 東岸     | 東岸 |
| -------------- | ---------------------- | -------------------- | ----------------------------------------- | -------- | -------- | ---- |
| 阿特蘭大聯     | Atlanta United FC      | 喬治亞州亞特蘭大     | 梅賽德斯-賓士體育場1                      | 42,5003  | 2017     |      |
| 夏洛特FC       | Charlotte FC           | 北卡羅萊納州夏洛特   | 美國銀行體育場1                           | 38,0003  | 2022     |      |
| 芝加哥火焰     | Chicago Fire FC        | 伊利諾州芝加哥       | 軍人球場1                                 | 24,9553  | 1998     |      |
| FC辛辛那提     | FC Cincinnati          | 俄亥俄州辛辛那提     | TQL體育場                                 | 26,000   | 2019     |      |
| 哥倫布機員     | Columbus Crew          | 俄亥俄州哥倫布       | Lower.com球場                             | 20,371   | 1996     |      |
| 華盛頓聯隊     | D.C. United            | 華盛頓特區           | 奧迪球場                                  | 20,000   | 1996     |      |
| 國際邁阿密     | Inter Miami CF         | 佛羅里達州勞德代爾堡 | 大通銀行體育場                            | 21,500   | 2020     |      |
| CF蒙特利爾     | Club de Foot Montréal  | 魁北克省蒙特利爾     | 薩普托體育場（常規賽）                    | 19,619   | 2012     |      |
| CF蒙特利爾     | Club de Foot Montréal  | 魁北克省蒙特利爾     | 奧林匹克體育場（季後賽/大洲聯賽冠軍盃等） | 56,040   | 2012     |      |
| 納士維SC       | Nashville SC           | 田納西州纳什维尔     | 喬達公園                                  | 30,000   | 2020     |      |
| 新英倫革命     | New England Revolution | 麻薩諸塞州福克斯堡   | 吉列體育場1 2                             | 20,0003  | 1996     |      |
| 紐約城         | New York City FC       | 紐約州紐約市         | 洋基體育場1 2                             | 30,3213  | 2015     |      |
| 紐約紅牛       | New York Red Bulls     | 新澤西州哈里森       | 紅牛競技場                                | 25,000   | 1996     |      |
| 奧蘭多城       | Orlando City SC        | 佛羅里達州奧蘭多     | Inter&Co體育場                            | 25,500   | 2015     |      |
| 費城聯         | Philadelphia Union     | 賓夕法尼亞州切斯特   | 速霸陸公園                                | 18,500   | 2010     |      |
| 多倫多FC       | Toronto FC             | 安大略省多倫多       | BMO球場1                                  | 28,351   | 2007     |      |
| 西岸           |                        |                      |                                           |          |          |      |
| 奧斯汀FC       | Austin FC              | 德克薩斯州奧斯汀     | Q2 stadium                                | 20,738   | 2021     |      |
| 科羅拉多急流   | Colorado Rapids        | 科羅拉多州商貿城     | 迪克體育用品公園                          | 18,061   | 1996     |      |
| FC達拉斯       | FC Dallas              | 德克薩斯州弗里斯科   | 豐田體育場                                | 20,500   | 1996     |      |
| 侯斯頓戴拿模   | Houston Dynamo FC      | 德克薩斯州休斯敦     | 壳牌能源体育场                            | 22,039   | 2006     |      |
| 洛杉磯銀河     | LA Galaxy              | 加利福尼亞州卡森     | 尊嚴健康體育場                            | 27,000   | 1996     |      |
| FC洛杉磯       | Los Angeles FC         | 加利福尼亞州洛杉矶   | BMO體育場                                 | 22,000   | 2018     |      |
| 明尼蘇達聯     | Minnesota United FC    | 明尼蘇達州聖保羅     | 安聯體育場                                | 19,400   | 2017     |      |
| 波特蘭伐木者   | Portland Timbers       | 俄勒岡州波特蘭       | 普羅維登斯公園                            | 25,218   | 2011     |      |
| 皇家鹽湖城     | Real Salt Lake         | 猶他州桑迪           | 美国第一球场                              | 20,213   | 2005     |      |
| 聖地牙哥FC     | San Diego FC           | 加利福尼亞州聖地牙哥 | 驍龍體育場                                | 20,213   | 2025     |      |
| 聖荷西地震     | San Jose Earthquakes   | 加利福尼亞州聖荷西   | PayPal公園                                | 18,000   | 1996     |      |
| 西雅圖海灣者   | Seattle Sounders FC    | 華盛頓州西雅圖       | 流明球場1                                 | 37,7223  | 2009     |      |
| 肯薩斯城體育會 | Sporting Kansas City   | 堪薩斯州堪薩斯城     | 兒童慈善公園                              | 18,467   | 1996     |      |
| 聖路易城       | St. Louis City SC      | 密蘇里州聖路易       | 城市公園球場                              | 22,423   | 2023     |      |
| 溫哥華白浪     | Vancouver Whitecaps FC | 卑詩省溫哥華         | 卑詩體育館1                               | 22,1203  | 2011     |      |

| 己解散隊伍 | 己解散隊伍       | 己解散隊伍           | 己解散隊伍         | 己解散隊伍 | 己解散隊伍 |
| 中文名稱   | 英文名稱         | 城市                 | 球場               | 參與年份   |            |
| ---------- | ---------------- | -------------------- | ------------------ | ---------- | ---------- |
| 美國芝華士 | Chivas USA       | 加利福尼亞州卡森     | Stubhub中心        | 2005–2014  |            |
| 邁阿密融合 | Miami Fusion     | 佛羅里達州勞德代爾堡 | 洛克哈特體育場     | 1998–2001  |            |
| 坦帕灣反叛 | Tampa Bay Mutiny | 佛羅里達州坦帕       | 雷蒙詹姆斯體育場 1 | 1996–2001  |            |

1. 不是專為足球運動而設的球場或共用設施
2. 即將被專為足球運動而設的球場取代
3. MLS賽事的場館容量，可因應不同需要（如聯盟總決賽）增加

## 歷屆冠軍

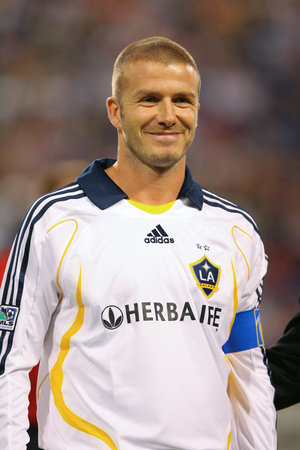
贝克汉姆在2007年成为大联盟第一位“指定球员”

備註：
- 大聯盟盃得主即季後賽冠軍
- 支持者盾得主為聯賽（常規賽）冠軍。

| 年份 | 大聯盟盃          | 支持者盾     |
| 年份 | 冠軍 (奪冠次數)   | 冠軍         |
| ---- | ----------------- | ------------ |
| 1996 | 華盛頓聯隊（1）   | 坦帕灣反叛   |
| 1997 | 華盛頓聯隊 （2）  | 華盛頓聯隊   |
| 1998 | 芝加哥火焰（1）   | 洛杉磯銀河   |
| 1999 | 華盛頓聯隊（3）   | 華盛頓聯隊   |
| 2000 | 堪薩斯巫師（1）   | 堪薩斯巫師   |
| 2001 | 聖荷西地震 （1）  | 邁阿密融合   |
| 2002 | 洛杉磯銀河（1）   | 洛杉磯銀河   |
| 2003 | 聖荷西地震 （2）  | 芝加哥火焰   |
| 2004 | 華盛頓聯隊（4）   | 哥倫布機員   |
| 2005 | 洛杉磯銀河（2）   | 聖荷西地震   |
| 2006 | 侯斯頓戴拿模（1） | 華盛頓聯隊   |
| 2007 | 侯斯頓戴拿模（2） | 華盛頓聯隊   |
| 2008 | 哥倫布機員（1）   | 哥倫布機員   |
| 2009 | 皇家鹽湖城 （1）  | 哥倫布機員   |
| 2010 | 科羅拉多急流（1） | 洛杉磯銀河   |
| 2011 | 洛杉磯銀河 （3）  | 洛杉磯銀河   |
| 2012 | 洛杉磯銀河（4）   | 聖荷西地震   |
| 2013 | 堪薩斯體育會（2） | 紐約紅牛     |
| 2014 | 洛杉磯銀河（5）   | 西雅圖海灣者 |
| 2015 | 波特蘭伐木者（1） | 紐約紅牛     |
| 2016 | 西雅圖海灣者（1） | FC達拉斯     |
| 2017 | FC多倫多（1）     | FC多倫多     |
| 2018 | 阿特蘭大聯（1）   | 紐約紅牛     |
| 2019 | 西雅圖海灣者（2） | FC洛杉磯     |
| 2020 | 哥倫布機員（2）   | 費城聯       |
| 2021 | 紐約城（1）       | 新英倫革命   |
| 2022 | FC洛杉磯（1）     | FC洛杉磯     |
| 2023 | 哥倫布機員（3）   | FC辛辛那提   |
| 2024 | 洛杉磯銀河（6）   | 國際邁阿密   |

## 統計
| 球會         | 冠軍次數 | 冠軍年份                           |
| ------------ | -------- | ---------------------------------- |
| 洛杉磯銀河   | 6        | 2002, 2005, 2011, 2012, 2014, 2024 |
| 華盛頓特區聯 | 4        | 1996, 1997, 1999, 2004             |
| 哥倫布機員   | 3        | 2008, 2020, 2023                   |
| 西雅圖海灣者 | 2        | 2016, 2019                         |
| 侯斯頓戴拿模 | 2        | 2006, 2007                         |
| 堪薩斯城     | 2        | 2000, 2013                         |
| 聖何塞地震   | 2        | 2001, 2003                         |
| 芝加哥火焰   | 1        | 1998                               |
| FC多倫多     | 1        | 2017                               |
| 波特蘭伐木者 | 1        | 2015                               |
| 皇家鹽湖城   | 1        | 2009                               |
| 科羅拉多急流 | 1        | 2010                               |
| FC洛杉磯     | 1        | 2022                               |
| 亞特蘭大聯   | 1        | 2018                               |
| 紐約城       | 1        | 2021                               |

## 媒体报道
从2015年到2022年，美国职业足球大联盟（MLS）的比赛在全国范围内由ESPN网络和福克斯体育（Fox Sports）以英语播出，而Univision网络则以西班牙语播出，这是根据一项为期八年的合同安排的。每个广播公司都有全国常规赛的播出时间段，其中UniMás在星期五晚上以西班牙语播出一场比赛，并在Univision Deportes Network上播出其他比赛，而ESPN和Fox Sports 1则在星期日晚上以英语播出比赛。ESPN、FS1和Univision共同转播季后赛，而ABC和福克斯则轮流以英语转播MLS杯决赛。总体而言，这三个网络每个赛季至少播出125场比赛。这三个合同的平均估值为每个赛季9亿美元，是之前与ESPN、Univision和NBC Sports签订的合同平均价值1.8亿美元的五倍。
未在全国范围内转播的比赛通常由地区性转播网络如Bally Sports、NBC Sports Regional Networks、Spectrum Sports和Root Sports进行转播，有时也会由地面电视台如KTXA、WGN和KMYU进行转播。地区性转播的比赛可以通过ESPN+在本地市场以外的地方观看，这在2018年至2022年期间取代了MLS Live。
从2012年到2014年，MLS比赛由NBC Sports转播，每年有40场比赛，主要在NBCSN上播出，部分比赛在NBC网络上播出。从Fox Soccer转至覆盖范围更广的NBCSN使得2012赛季的收视人数翻了一番。
2012年，足球联合营销（Soccer United Marketing）与谷歌和Bedrocket Media Ventures合作推出了高级YouTube频道"KickTV"，提供原创足球节目。2015年，KickTV被Copa90收购，并在美国成立了分支机构。2020年，足球联合营销与Bleacher Report签署了一项多年协议，负责制作MLS和美国国家队的内容和精彩集锦，合作将持续到2022赛季。
2023年开始，Apple TV获得了MLS在全球范围内10年的版权，并以“MLS Season Pass”的名义播放全场次比赛，任何提供Apple TV服务的国家或地区均可观看。美国的福克斯体育、加拿大的TSN和RDS亦获得授权，在各自国家提供有限场次的直播。

## 資料來源
1. ↑  Borg, Simon. . MLSSoccer.com. December 17, 2010  [November 20, 2022]. （原始内容存档于January 12, 2014）.
2. ↑  MLSsoccer staff. . MLSSoccer.com (MLS Digital). 2020-02-29  [2020-10-26]. （原始内容存档于2021-03-04）.
3. ↑  Fraser v. Major League Soccer, 01 F.3d 1296 (1st Cir. 2002).
4. ↑  Hernandez, Cesar. . ESPN. 2023-05-18  [2023-05-18]. （原始内容存档于2023-05-25）.
5. ↑  MLSsoccer staff. . mlssoccer.com. Major League Soccer. 2015-05-18  [2015-06-17]. （原始内容存档于2015-06-17）.
6. ↑  Baxter, Kevin. . LATimes.com. Los Angeles Times. 2015-05-17  [2015-05-18]. （原始内容存档于2015-05-18）.
7. ↑  . The Goalkeeper.   [2014-02-03]. （原始内容存档于2014-01-14）.
8. ↑  Das, Andrew. . The New York Times. 2014-05-12  [2014-05-13]. （原始内容存档于2014-05-13）.
9. ↑  . MLSsoccer.com. 2014-05-13  [2014-05-13]. （原始内容存档于2014-05-13）.
10. ↑  Baxter, Kevin. . Los Angeles Times. 2011-11-18  [2014-09-20]. （原始内容存档于2014-12-14）.
11. ↑  . Entertainment, vietnam.   [2024-03-05]. （原始内容存档于2023-06-10）.
12. ↑  . MLSsoccer.com. 2018-04-02  [2020-08-17]. （原始内容存档于2020-11-09）.
13. ↑  . MLSsoccer.com. 2011-08-10  [2011-10-11]. （原始内容存档于2011-10-25）.
14. ↑  Tannenwald, Jonathan. . Philadelphia Daily News. 2012-11-29  [2014-05-18]. （原始内容存档于2014-10-15）.
15. ↑  Bell, Jack. . The New York Times. 2012-05-01  [2020-08-17]. （原始内容存档于2022-01-22）.
16. ↑   (新闻稿). Major League Soccer. 2015-01-29  [2020-08-17].
17. ↑  Settimi, Christina. . Forbes. 2020-08-17  [2020-08-17]. （原始内容存档于2023-04-15）.

## 外部連結
- 官方网站